# Charles B. Benedict

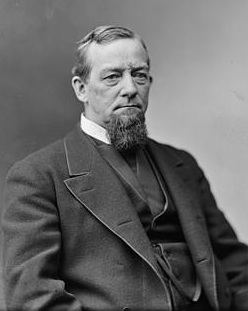
Charles B. Benedict

Charles Brewster Benedict (* 7. Februar 1828 in Attica, Wyoming County, New York; † 3. Oktober 1901 ebenda) war ein US-amerikanischer Politiker. Zwischen 1877 und 1879 vertrat er den Bundesstaat New York im US-Repräsentantenhaus.

## Werdegang
Charles Benedict besuchte die öffentlichen Schulen seiner Heimat und das Oberlin College in Ohio. Anschließend war er als Lehrer und in der Landwirtschaft tätig. Nach einem Jurastudium und seiner 1856 erfolgten Zulassung als Rechtsanwalt begann er in Attica in diesem Beruf zu arbeiten. Zwischen 1854 und 1860 fungierte er auch als Friedensrichter. Seit 1859 arbeitete Benedict zudem im Bankgewerbe. Gleichzeitig schlug er als Mitglied der Demokratischen Partei eine politische Laufbahn ein. Von 1869 bis 1871 sowie nochmals zwischen 1873 und 1875 gehörte er dem Bezirksrat des Wyoming County an. Zeitweise führte er auch den Vorsitz in diesem Gremium. 1875 war er Mitglied im Staatsvorstand seiner Partei.
Bei den Kongresswahlen des Jahres 1876 wurde Benedict im 31. Kongresswahlbezirk New Yorks in das US-Repräsentantenhaus in Washington, D.C. gewählt, wo er am 4. März 1877 die Nachfolge von George Gilbert Hoskins antrat. Da er im Jahr 1878 auf eine weitere Kandidatur verzichtete, konnte er bis zum 3. März 1879 nur eine Legislaturperiode im Kongress absolvieren.
Nach dem Ende seiner Zeit im US-Repräsentantenhaus arbeitete Charles Benedict wieder im Bankgewerbe. Er gehörte zu den Mitbegründern der First National Bank in Moorhead (Minnesota). Dort bewirtschaftete er auch größere landwirtschaftliche Flächen. Er starb am 3. Oktober 1901 in seinem Geburtsort Attica, wo er auch beigesetzt wurde.